# Aringil
Aringil is in de fictieve boekenserie het Rad des Tijds, geschreven door Robert Jordan, een stad in het uiterste westen van Andor, aan de Erinin rivier.
Aringil is een rijke stad, snel gegroeid door de handel op de rivier Erinin tussen Andor en het aan de overzijde liggende Cairhien. Sinds dat Cairhien na de dood van koning Galrian in een wetteloosheid en burgeroorlog is verzonken is Aringil veel van haar rijkdom kwijtgeraakt.
Een korte tijd functioneerde Aringil als legerbasis: de Witte Leeuwen en Andoraanse legers werden naar Cairhien overgezet vanuit Aringil (aan de overzijde ligt het Cairhiense Maerone)
voor de Andoraanse invasie van Cairhien. Later, na de oorlog en de verovering van Cairhien door de Herrezen Draak, werd Aringil op de achtergrond gedrongen door de oorlog rond Caemlin.
Bekend is dat kapitein Guybon tijdens de belegering van Caemlin Elayne Trakand zijn diensten aanbood, tezamen met het legergarnizoen uit Aringil. Dit is ongeveer 5000 man sterk.